# Останній кіногерой
«Останній кіногерой» (англ. Last Action Hero) — американський комедійний бойовик 1993 року.

## Сюжет
Школяр Денні Мадіган — шанувальник героя фільмів-бойовиків Джека Слейтера у виконанні Арнольда Шварцнеггера. Слейтер — самовпевнений, безстрашний та винахідливий персонаж і Денні переглядає фільми з ним по багато разів. Кіномеханік місцевого кінотеатру Нік давно став його другом і пропонує хлопцеві потрапити на дочасний показ нової стрічки про Слейтера.
У школі дітям показують фільм про Гамлета, а Денні уявляє на його місці Слейтера і як він міг би «круто» розправитися з Клавдієм. Невдовзі до його будинку вривається грабіжник і Денні почувається розчарованим, що не може бути таким, як його улюблений кіногерой, який без сумніву покарав би злочинця. Денні вирушає розвеселитися в кінотеатр, де Нік розповідає йому про Золотий квиток, який йому подарував сам Гаррі Гудіні. Цей квиток начебто чарівний і дозволяє потрапити всередину фільму. Сам Нік ніколи не наважувався перевірити слова Гудіні, але дарує хлопцеві глядацьку половину. Вночі Денні дивиться в його кінотеатрі прем'єру «Джека Слейтера IV», а Нік у цей час засинає в операторській. Половина квитка починає сяяти й переносить з екрана в театр динаміт. Він вибухає, а хлопець опиняється в фільмі прямо в авто Слейтера.
Слейтер з Денні відриваються від переслідування бандитами. Хлопець швидко зауважує неправдоподібну удачу героя, повсюдні вибухи. Потім вони приїжджають до поліцейського відділку, наповненого карикатурними персонажами, як-от сварливий начальник, мультяшний кіт або колишня дружина Слейтера. Начальник відділку підозрює, що Денні шпигун, бо знає надто багато деталей про Джека (які хлопець бачив у попередніх фільмах). Денні намагається переконати Слейтера, що вони в кінофільмі, але той не вірить.
Денні вирушає у відеосалон, де шукає фільми з Арнольдом Шварцнеггером. Однак у світі цього фільму Шварцнеггера не існує, а замість нього знімався Сильвестр Сталлоне, навіть у «Термінаторі 2». Далі Денні зауважує, що всі номери телефонів тут починаються на неіснуючий префікс 555, а всі дівчата модельної зовнішності. Джек попри все це не вірить і надалі, що його світ несправжній. Адже те, що є пригодами на екрані, по той бік — щоденний ризик, втрати близьких людей і тиск начальства. Денні вирішує допомогти йому в боротьбі з місцевим лиходієм. Знаючи сюжетні штампи, він підказує де той живе і які злочини планує, але все це зовсім не очевидно для кіногероя.
Кілер Бенедикт захоплює дочку Слейтера та Денні, та допитується звідки той стільки знає. Слейтер ефектно прибуває на допомогу, кілер тікає, проте забирає половину Золотого квитка й лишає бомбу. Слейтер і Денні, за законами жанру, лишаються неушкодженими, але вислуховують довгу сварку начальника відділку. Слейтер починає вірити, що він герой фільму, та розповідає, що почувається насправді нещасною людиною, котру повсякчас оточують неймовірні пригоди, в яких він дивом виживає.
Бенедикт влаштовує вбивство міських можновладців. Слейтер, дослухавшись до Денні, передбачає задум лиходія. Денні викриває зрадника й допомагає його знешкодити, але потрапляє в засідку Бенедикта. Хлопця та Слейтера рятує мультяшний кіт Вус, завдяки чому герой знаходить вибухівку, сховану в трупі високопосадовця, на похорони якого зібралась велика публіка. Денні, керуючи краном, рятує Слейтера від падіння з хмарочоса.
Повернувшись до свого начальника, Бенедикт застрелює його і переноситься з допомогою квитка до реального світу. Слейтер з Денні стрибають слідом. Дуже скоро Слейтер помічає, що в реальності все не так, як у фільмі — зброя не так стріляє, він не може розбити скло голими руками. Денні приходить до Ніка, котрий в захваті від того, що квиток справді чарівний. Тим часом Бенедикт розуміє, що в реальності далеко не всі злочини отримують покарання. Тож він наймає лиходія Різника з іншого фільму, щоб той убив Арнольда Шварцнеггера і таким чином знищив Слейтера.
Різник знаходить Шварцнеггера на прем'єрі «Джека Слейтера IV». Джек, вчасно помітивши Різника в залі, рятує свого Арнольда Шварценеггера. Актор, думаючи, що зіткнувся зі своїм двійником, пропонує Джеку роботу. Тим часом Різник схоплює Денні, що повторює ситуацію з минулого фільму, де Різник убив Джекового сина. Та цього разу Слейтер убиває Різника струмом. Денні падає з даху, та Слейтер встигає його схопити. Слідом приходить Бенедикт і, оголосивши свій намір привести з фільмів усіх лиходіїв, стріляє у Слейтера. Герой стріляє у відповідь, через що бомба, схована в Бенедикта, вибухає.
Золотий квиток падає біля кінотеатру, через що з екрана в реальність сходить Смерть. Денні відвозить Джека до кінотеатру, де Смерть підказує знайти корінець від Золотого квитка. Нік запускає фільм і Джек з Денні ступають в екран. Вони прощаються і Денні повертається у свій світ. Слейтер радіє, що знову живе серед штампів і підморгує Денні з екрана.

## У ролях
- Арнольд Шварценеггер — Джек Слейтер / грає самого себе
- Остін О'Брайєн[en] — Денні Мадіган
- Чарльз Денс — Бенедикт
- Ф. Мюррей Абрахам — Джон Практика
- Бріджит Вілсон[ru] — Вітні / Мередіт
- Том Нунан — Різник / грає самого себе
- Роберт Проскі[ru] — Нік
- Ентоні Квінн — Тоні Вівальді
- Мерседес Рюль — Ірен Мадіган
- Френк Макрей[en] — лейтенант Деккер
- Ієн Мак-Келлен — Смерть
- Арт Карні — Френк
- Професор Тору Танака[ru] — міцний азіат
- Джоан Плаврайт[ru] — учитель

### Камео
- Шерон Стоун
- Роберт Патрік
- Франко Коломбу
- Тіна Тернер
- Енджі Евергарт
- Деймон Веянс
- Жан-Клод Ван Дам
- Марія Шрайвер
- Денні ДеВіто (голос)

## Цікаві факти
- У фільмі часто згадується назва Acme[en], відома за мультиплікаційними серіями Looney Tunes: динаміт в мультфільмі, який дивиться Денні; напис в крані під час епізоду похорону; вивіска, що світиться, поруч з кінотеатром під час прем'єри «Джека Слейтера IV».
- У початкових титрах фільму «Джек Слейтер IV» крім Арнольда Шварценеггера зазначені режисер Франко Коломбу і актор Ф. Мюррей Абрахам. До слова, Коломбу є давнім знайомим Шварценеггера, він неодноразово брав участь у його фільмах, виконуючи крихітні ролі. У 1994 році Шварценеггер віддячив йому послугою — він брав участь в рекламній кампанії фільму Коломбу «Острів Беретти» і навіть зіграв там роль, а Мюррей зіграв Сальєрі у фільмі Амадей, про який Денні згадує, що він отримав 8 Оскарів. Також, саме через роль Сальєрі, Денні звинувачує Джона Практика у вбивстві Моцарта.
- Вмираючи від електричних розрядів, в кінці фільму «Різник» кричить добре знайому фразу Шварценеггера: «I'll be back!».
- Один зі сценаристів Шейн Блек з'являвся зі Шварценеггером у фільмі «Хижак», режисером якого також був Джон МакТірнан.
- Френк МакРей, який зіграв чорношкірого крикливого начальника, пародіює свого ж аналогічного персонажа з кінокартини «48 годин».
- Жан-Клод Ван Дам, який з'явився в ролі самого себе, також пробувався на роль у «Хижаку» на місце Шварценеггера.
- Джеймс Белуші (в ролі самого себе) знімався зі Шварценеггером у фільмі «Червона спека».
- Головну пісню кінофільму Big Gun написали й виконали AC/DC.
- У фільмі згадується картина «Міцний горішок», режисером якої був той же Джон МакТірнан.
- У кіно Денні дивиться фільми «Джек Слейтер 3 і 4», в реальності таких фільмів зі Шварценеггером немає.
- Коли Денні намагається довести Слейтеру, що вони знаходяться в кінореальності, він підходить до плаката з фільмом «Термінатор 2», де в ролі Термінатора зображений Сильвестер Сталлоне. Коментуючи фільм, Слейтер каже, що це «найкраща роль Сталлоне». Ця сцена була відповіддю на сцену з фільму «Руйнівник» з Сильвестром Сталлоне, де його герой з обуренням реагує на звістку про те, що, поки він перебував у анабіозі, Шварценеггер був президентом США.
- Коли Денні вперше заходить у поліцейську дільницю Слейтера, у дверях він стикається з поліцейським, роль якого виконав Роберт Патрік. Це так само є відсиланням до фільму «Термінатор 2: Судний день», в якому цей актор знімався разом зі Шварценеггером.
- У реальності актриси Мередіт Капріс не існує.